# Championnat d'Allemagne de football de deuxième division 1972-1973
Navigation
Regionalliga
1971-1972 Regionalliga
1973-1974
La Regionalliga 1972-1973 fut une compétition de football organisée par la Deutscher Fußball Bund au 2e niveau de la hiérarchie du football ouest-allemand.
Ce fut la 10e édition de cette compétition, qui se décomposait en une première phase séparée en cinq groupes (Nord, Berlin, West, Südwest, Süd), puis un tour de promotion (en allemand : Aufstiegsrunde in die Bundesliga) qui avait pour but de désigner les deux clubs promus en Bundesliga (D1).
De 1964 à 1974, ce format resta en vigueur, avec une variation du nombre de participants et du nombre de qualifiés selon les différentes "Regionalligen".

## Regionalliga Nord
Le Regionalliga Nord 1972-1973 fut une ligue située au 2e niveau de la hiérarchie du football ouest-allemand.
Ce fut la 10e édition de cette ligue qui couvrait le même territoire que l'ancienne Oberliga Nord, c'est-à-dire les villes libres de Brême et de Hambourg et les Länder de Basse-Saxe et du Schleswig-Holstein, donc les clubs affiliés à une des quatre fédérations composant la Norddeutscher Fußball-Verband (NFV).
Selon le règlement en vigueur, il n'y eut jamais de montant direct depuis les Regionalligen vers la Bundesliga. Un tour final annuel (en allemand : Aufstiegsrunde in die Bundesliga) regroupa les champions et qualifiés de chaque Regionalliga afin de désigner les deux promus.

### Compétition

#### Légende
| Légende         | |
| (T)             | Tenant du titre de la Regionalliga Nord.                                                             |
| C/TF            | Champion et qualifié pour le tour final pour une éventuelle montée en Bundesliga la saison suivante. |
| TF              | qualifié pour le tour final pour une éventuelle montée en Bundesliga la saison suivante.             |
| R               | club relégué vers les séries d'Amateurliga pour la saison suivante.                                  |
| en augmentation | club promu des séries d'Amateurliga depuis la saison précédente.                                     |

#### Classement
|      |    |                           | M  | G  | N  | P  | +  | -  | DB  | Pts |
| ---- | -- | ------------------------- | -- | -- | -- | -- | -- | -- | --- | --- |
| C/TF | 1  | FC St. Pauli (T)          | 34 | 26 | 4  | 4  | 94 | 33 | +61 | 56  |
| TF   | 2  | VfL Osnabrück             | 34 | 24 | 3  | 7  | 75 | 41 | +34 | 51  |
|      | 3  | VfL Wolfsburg             | 34 | 19 | 8  | 7  | 71 | 35 | +36 | 46  |
|      | 4  | 1. SC Göttingen 05        | 34 | 18 | 7  | 9  | 60 | 36 | +36 | 43  |
|      | 5  | HSV Barmbek-Uhlenhorst    | 34 | 12 | 16 | 6  | 47 | 35 | +12 | 40  |
|      | 6  | VfB Lübeck                | 34 | 15 | 10 | 9  | 48 | 42 | +6  | 40  |
|      | 7  | Kieler SV Holstein        | 34 | 12 | 13 | 9  | 63 | 47 | +16 | 37  |
|      | 8  | 1. FC Phönix Lübeck       | 34 | 15 | 7  | 12 | 55 | 58 | -3  | 37  |
|      | 9  | SV Arminia Hannover       | 34 | 11 | 12 | 11 | 48 | 41 | +7  | 34  |
|      | 10 | SV Meppen                 | 34 | 9  | 12 | 13 | 51 | 62 | -11 | '30 |
|      | 11 | VfB Oldenburg             | 34 | 12 | 4  | 18 | 54 | 73 | -19 | 28  |
|      | 12 | TSR Olympia Wilhelmshaven | 34 | 8  | 11 | 15 | 47 | 55 | -8  | 27  |
|      | 13 | Heider SV                 | 34 | 8  | 9  | 17 | 44 | 54 | -10 | 25  |
|      | 14 | TuS Bremerhaven 93        | 34 | 6  | 13 | 15 | 40 | 60 | -20 | 25  |
|      | 15 | OSV Hannover              | 34 | 10 | 5  | 19 | 51 | 74 | -23 | 25  |
|      | 16 | Itzehoer SV 09            | 34 | 8  | 9  | 17 | 27 | 58 | -21 | 25  |
| R    | 17 | TuS Celle FC              | 34 | 6  | 10 | 18 | 40 | 70 | -30 | 22  |
| R    | 18 | SC Leu 06 Braunschweig    | 34 | 6  | 9  | 16 | 37 | 78 | -41 | 21  |

### Relégation depuis la Bundesliga
À la fin de cette saison, aucun club affilié à la Norddeutscher Fußball-Verband (NFV) ne fut relégué de la Bundesliga.

### Relégation/Montée avec l'étage inférieur
À la fin de la saison, les deux derniers classés furent relégués vers les séries d'Amateurliga.
Deux formations furent promus à l'issue du tour final des Amateurligen ("Bremen", "Hamburg", "Niedersachsen" et "Schleswig-Holstein"). Les montants furent SC Concordia Hambourg et VfL Pinneberg.

## Regionalliga Berlin
Le Regionalliga Berlin 1972-1973 fut une ligue située au 2e niveau de la hiérarchie du football ouest-allemand.
Ce fut la 10e édition de cette ligue qui couvrait le même territoire que l'ancienne Oberliga Berlin, c'est-à-dire la zone de Berlin-Ouest et donc concernait les clubs affiliés à la Verband Berliner Ballspielvereine (VBB).
Selon le règlement en vigueur, il n'y eut jamais de montant direct depuis les Regionalligen vers la Bundesliga. Un tour final annuel (en allemand : Aufstiegsrunde in die Bundesliga) regroupa les champions et qualifiés de chaque Regionalliga afin de désigner les deux promus.

### Compétition

#### Légende
| Légende         | |
| (T)             | Tenant du titre de la Regionalliga Berlin.                                                           |
| C/TF            | Champion et qualifié pour le tour final pour une éventuelle montée en Bundesliga la saison suivante. |
| TF              | Qualifié pour le tour final pour une éventuelle montée en Bundesliga la saison suivante.             |
| en augmentation | club promu des séries inférieures depuis la saison précédente.                                       |
| T               | Club qualifié pour disputer le titre lors de la 2e phase.                                            |
| M               | Club devant lutter pour assurer son maintien lors de la 2e phase.                                    |
| R               | club relégué vers les séries de l'Amateurliga Berlin pour la saison suivante.                        |
| F               | club déclaré en faillite et dissous à la fin de la saison.                                           |

#### Classements
Lors de cette saison, la Regionalliga Berlin se déroula en deux phases. Une première partie classique où chaque équipe rencontre chacun de ses adversaires en matches aller/retour.
Ensuite, Les clubs furent répartis en deux groupes. Les six premiers classés à l'issue de la première phase se rencontrèrent pour l'attribution du titre, les six autres tentèrent d'éviter la descente.
Tant pour le titre que pour le maintien, les clubs commencèrent la deuxième phase avec le total de points de la première.

##### Première phase
|   |    |                           | M  | G  | N | P  | +  | -  | DB  | Pts |
| - | -- | ------------------------- | -- | -- | - | -- | -- | -- | --- | --- |
| T | 1  | SV Blau-Weiss Berlin      | 22 | 15 | 5 | 2  | 49 | 17 | +32 | 35  |
| T | 2  | SC Wacker 04 Berlin (T)   | 22 | 17 | 0 | 5  | 67 | 28 | +39 | 34  |
| T | 3  | SC Tasmania 1900 Berlin   | 22 | 13 | 6 | 3  | 50 | 26 | +24 | 32  |
| T | 4  | Tennis Borussia Berlin    | 22 | 13 | 4 | 5  | 54 | 20 | +34 | 30  |
| T | 5  | FC Hertha 03 Zehlendorf   | 22 | 11 | 4 | 7  | 65 | 50 | +15 | 26  |
| T | 6  | Berliner SV 92            | 22 | 8  | 5 | 9  | 27 | 27 | 0   | 21  |
| M | 7  | SC Rapide Wedding 1893    | 22 | 8  | 2 | 12 | 33 | 43 | -10 | 18  |
| M | 8  | Spandauer SV              | 22 | 8  | 2 | 12 | 26 | 42 | -16 | 18  |
| M | 9  | 1. FC Neukölln            | 22 | 6  | 4 | 12 | 29 | 49 | -20 | 16  |
| M | 10 | Berliner FC Alemannia 90  | 22 | 4  | 6 | 12 | 19 | 51 | -32 | 14  |
| M | 11 | Berliner FC Preussen 1894 | 22 | 5  | 3 | 14 | 25 | 46 | -21 | 13  |
| M | 12 | Neuköllner FC Rot-Weiss   | 22 | 2  | 3 | 17 | 14 | 59 | -45 | 7   |

##### Deuxième phase - Championnat
|      |   |                         | M  | G  | N | P  | +  | -  | DB  | Pts |
| ---- | - | ----------------------- | -- | -- | - | -- | -- | -- | --- | --- |
| C/TF | 1 | SV Blau-Weiss Berlin    | 32 | 21 | 6 | 5  | 78 | 32 | +46 | 48  |
| TF   | 2 | SC Wacker 04 Berlin     | 32 | 23 | 1 | 8  | 87 | 42 | +45 | 47  |
|      | 3 | Tennis Borussia Berlin  | 32 | 18 | 7 | 7  | 73 | 29 | +44 | 43  |
| F    | 4 | SC Tasmania 1900 Berlin | 32 | 18 | 7 | 7  | 62 | 39 | +23 | 43  |
|      | 5 | FC Hertha 03 Zehlendorf | 32 | 13 | 5 | 14 | 78 | 79 | -1  | 31  |
|      | 6 | Berliner SV 92          | 32 | 10 | 6 | 16 | 39 | 52 | -13 | 26  |

##### Deuxième phase - Relégation
|   |    |                           | M  | G  | N | P  | +  | -  | DB  | Pts |
| - | -- | ------------------------- | -- | -- | - | -- | -- | -- | --- | --- |
|   | 7  | Spandauer SV              | 32 | 13 | 4 | 15 | 53 | 55 | -2  | 30  |
|   | 8  | SC Rapide Wedding 1893    | 32 | 12 | 4 | 16 | 43 | 55 | +12 | 28  |
|   | 9  | Berliner FC Preussen 1894 | 32 | 11 | 4 | 17 | 48 | 58 | -10 | 26  |
|   | 10 | 1. FC Neukölln            | 32 | 10 | 4 | 18 | 42 | 74 | -32 | 24  |
|   | 11 | Berliner FC Alemannia 90  | 32 | 7  | 7 | 18 | 30 | 70 | -40 | 21  |
| R | 12 | Neuköllner FC Rot-Weiss   | 32 | 6  | 7 | 21 | 27 | 75 | -48 | 19  |

### Faillite
Le SC Tasmania 1900 Berlin fut déclaré en faillite. Un nouveau club fut alors reconstitué sous l'appellation SC Tasmania 73 Neukölln. En 2001, ce cercle prit le nom de SV Tasmania Gropiusstadt 73, puis devient le SV Tasmania Berlin en 2011.

### Relégation depuis la Bundesliga
À la fin de cette saison, aucun club affilié à la Verband Berliner Ballspielvereine (VBB) ne fut relégué de la Bundesliga.

### Relégation/Montée avec l'étage inférieur
À la fin de la saison, le dernier classé fut relégué vers les séries de l'Amateurliga Berlin, dont deux cercles furent promus.
En raison de la faillite du SC Tasmania 1900, une place se libéra en Regionallia Berlin. Il y eut donc un promu supplémentaire.
Les deux montants furent Berliner BC Südost et SC Westend 01.

## Regionalliga West
Le Regionalliga West 1972-1973 fut une ligue située au 2e niveau de la hiérarchie du football ouest-allemand.
Ce fut la 10e édition de cette ligue qui couvrait le même territoire que les anciennes Oberliga et 2. Oberliga West, c'est-à-dire le Land de Rhénanie du Nord-Wesphalie, donc les clubs affiliés à une des trois fédérations composant la Westdeutscher Fußball-und Leichtathletikverband (WFLV).
Selon le règlement en vigueur, il n'y eut jamais de montant direct depuis les Regionalligen vers la Bundesliga. Un tour final annuel (en allemand : Aufstiegsrunde in die Bundesliga) regroupa les champions et qualifiés de chaque Regionalliga afin de désigner les deux promus.

### Compétition

#### Légende
| Légende         | |
| C/TF            | Champion et qualifié pour le tour final pour une éventuelle montée en Bundesliga la saison suivante. |
| TF              | Qualifié pour le tour final pour une éventuelle montée en Bundesliga la saison suivante.             |
| R               | club relégué vers les séries de Verbandsliga pour la saison suivante.                                |
| en diminution   | club relégué de la Bundesliga depuis la saison précédente.                                           |
| en augmentation | club promu des séries de Verbandsliga depuis la saison précédente.                                   |

#### Classement
|      |    |                               | M  | G  | N  | P  | +   | -  | DB  | Pts |
| ---- | -- | ----------------------------- | -- | -- | -- | -- | --- | -- | --- | --- |
| C/TF | 1  | Rot-Weiss Essen               | 34 | 26 | 3  | 5  | 104 | 40 | +64 | 55  |
| TF   | 2  | SC Fortuna Köln               | 34 | 21 | 8  | 5  | 85  | 29 | +56 | 50  |
|      | 3  | FC Bayer 05 Uerdingen         | 34 | 16 | 11 | 7  | 73  | 50 | +23 | 43  |
|      | 4  | BV 09 Borussia Dortmund       | 34 | 16 | 9  | 9  | 77  | 45 | +32 | 41  |
|      | 5  | SG Wattenscheid 09            | 34 | 16 | 8  | 10 | 70  | 60 | +10 | 40  |
|      | 6  | Aachener TSV Alemannia        | 34 | 15 | 9  | 10 | 66  | 50 | +16 | 39  |
|      | 7  | Sportfreunde Siegen           | 34 | 14 | 11 | 9  | 55  | 53 | +2  | 39  |
|      | 8  | 1. FC Mülheim-Styrum          | 34 | 13 | 12 | 9  | 46  | 56 | -10 | 38  |
|      | 9  | DJK Gütersloh                 | 34 | 14 | 9  | 11 | 51  | 56 | -5  | 37  |
|      | 10 | SpVgg Erkenschwick            | 34 | 16 | 4  | 14 | 73  | 60 | +13 | 36  |
|      | 11 | DSC Arminia Bielefeld         | 34 | 9  | 12 | 13 | 46  | 66 | -20 | 30  |
|      | 12 | Schwarz-Weiss Essen           | 34 | 11 | 7  | 16 | 41  | 58 | -17 | 29  |
|      | 13 | SC Preussen Münster           | 34 | 11 | 7  | 16 | 47  | 66 | -21 | 29  |
|      | 14 | SG Eintracht Gelsenkirchen    | 34 | 10 | 6  | 18 | 44  | 65 | -21 | 26  |
|      | 15 | SC Westfalia 05 Herne         | 34 | 7  | 10 | 17 | 34  | 52 | -18 | 24  |
|      | 16 | SV Arminia GüterslohVfR Neuss | 34 | 7  | 10 | 17 | 44  | 68 | -24 | 24  |
| R    | 17 | SV Bayer 04 Leverkusen        | 34 | 6  | 7  | 21 | 38  | 76 | -38 | 19  |
| R    | 18 | Lüner SV                      | 34 | 1  | 11 | 22 | 43  | 87 | -44 | 13  |

### Relégation depuis la Bundesliga
À la fin de cette saison, un club affilié à la Westdeutscher Fußball-und Leichtathletikverband (WFLV) (RW Oberhausen) fut relégué de la Bundesliga.

### Relégation/Montée avec l'étage inférieur
À la fin de la saison, les deux derniers classés furent relégués vers les séries de Verbandsliga.
Bien qu'un club de la Regionalliga West (Oberhausen) descendît de l'élite, il y eut un troisième promu depuis les séries de Verbandsliga car deux formations de la "zone Ouest" (RW Essen et Fortuna Köln) accédèrent à la plus haute division à la suite du tour final.
Les trois promus furent Rot-Weiss Lüdenscheid, Union Ohligs et SC Viktoria 04 Köln.

## Regionalliga Südwest
Le Regionalliga Südwest 1972-1973 fut une ligue située au 2e niveau de la hiérarchie du football ouest-allemand.
Ce fut la 10e édition de cette ligue qui couvrait le même territoire que les anciennes Oberliga et 2. Oberliga Südwest, c'est-à-dire les Länder de Rhénanie-Palatinat et de Sarre, donc les clubs affiliés à une des trois fédérations composant la Fußball-Regional-Verband Südwest (FRVS).
Selon le règlement en vigueur, il n'y eut jamais de montant direct depuis les Regionalligen vers la Bundesliga. Un tour final annuel (en allemand : Aufstiegsrunde in die Bundesliga) regroupa les champions et qualifiés de chaque Regionalliga afin de désigner les deux promus.

### Compétition

#### Légende
| Légende         | |
| (T)             | Tenant du titre de la Regionalliga Südwest.                                                          |
| C/TF            | Champion et qualifié pour le tour final pour une éventuelle montée en Bundesliga la saison suivante. |
| TF              | qualifié pour le tour final pour une éventuelle montée en Bundesliga la saison suivante.             |
| R               | club relégué vers les séries d'Amateurliga pour la saison suivante.                                  |
| en augmentation | club promu des séries d'Amateurliga depuis la saison précédente.                                     |

#### Classement
|      |    |                                | M  | G  | N  | P  | +  | -   | DB  | Pts |
| ---- | -- | ------------------------------ | -- | -- | -- | -- | -- | --- | --- | --- |
| C/TF | 1  | 1. FSV Mainz 05                | 30 | 18 | 8  | 4  | 80 | 41  | +41 | 44  |
| TF   | 2  | SV Röchling Völklingen 06      | 30 | 17 | 10 | 3  | 53 | 19  | +34 | 44  |
|      | 3  | FK Pirmasens                   | 30 | 17 | 7  | 6  | 73 | 40  | +33 | 41  |
|      | 4  | VfR Wormatia Worms 08          | 30 | 14 | 11 | 5  | 70 | 39  | +31 | 39  |
|      | 5  | VfB Borussia Neunkirchen (T)   | 30 | 16 | 6  | 8  | 59 | 35  | +14 | 38  |
|      | 6  | ASV Landau                     | 30 | 14 | 7  | 9  | 51 | 32  | +19 | 35  |
|      | 7  | FC 08 Homburg                  | 30 | 14 | 6  | 10 | 72 | 52  | +20 | 34  |
|      | 8  | SV Alsenborn                   | 30 | 11 | 9  | 10 | 52 | 47  | +5  | 31  |
|      | 9  | SV Südwest 1848 Ludwigshafen   | 30 | 8  | 14 | 8  | 37 | 27  | 0   | 30  |
|      | 10 | VfB Theley                     | 30 | 9  | 9  | 12 | 39 | 53  | -14 | 27  |
|      | 11 | TuS Neuendorf                  | 30 | 7  | 12 | 11 | 37 | 50  | -13 | 26  |
|      | 12 | FV Speyer                      | 30 | 9  | 7  | 14 | 34 | 46  | -12 | 25  |
|      | 13 | 1. FC Saarbrücken              | 30 | 7  | 10 | 13 | 37 | 49  | -8  | 24  |
|      | 14 | Eisbachtaler Sportfreunde 1919 | 30 | 5  | 10 | 15 | 43 | 83  | -40 | 20  |
| R    | 15 | Eintracht Trier                | 30 | 5  | 2  | 23 | 34 | 83  | -49 | 12  |
| R    | 16 | FC Phönix Bellheim             | 30 | 2  | 6  | 22 | 35 | 100 | -65 | 10  |

### Relégation depuis la Bundesliga
À la fin de cette saison, aucun club affilié à la Fußball-Regional-Verband Südwest (FRVS) ne fut relégué de la Bundesliga.

### Relégation/Montée avec l'étage inférieur
À la fin de la saison, les deux derniers classés furent relégués vers les séries d'Amateurliga.
Deux formations furent promues après le tour final des Amateurligen ("Rheinland", "Saarland" et "Südwest"). Les montants furent : SG Eintracht 02 Bad Kreuznach et FC Ensdorf 1912.

## Regionalliga Süd
Le Regionalliga Süd 1972-1973 fut une ligue située au 2e niveau de la hiérarchie du football ouest-allemand.
Ce fut la 10e édition de cette ligue qui couvrait le même territoire que les anciennes Oberliga et 2. Oberliga Süd, c'est-à-dire les Länder de Bade-Wurtemberg, de Bavière et de Hesse, donc les clubs affiliés à une des cinq fédérations composant la Süddeutscher Fußball-Verband (SFV).
Selon le règlement en vigueur, il n'y eut jamais de montant direct depuis les Regionalligen vers la Bundesliga. Un tour final annuel (en allemand : Aufstiegsrunde in die Bundesliga) regroupa les champions et qualifiés de chaque Regionalliga afin de désigner les deux promus.

### Compétition

#### Légende
| Légende         | |
| C/TF            | Champion et qualifié pour le tour final pour une éventuelle montée en Bundesliga la saison suivante. |
| TF              | qualifié pour le tour final pour une éventuelle montée en Bundesliga la saison suivante.             |
| R               | club relégué vers les séries d'Amateurliga pour la saison suivante.                                  |
| en augmentation | club promu des séries d'Amateurliga depuis la saison précédente.                                     |

#### Classement
|      |    |                        | M  | G  | N | P  | +  | -  | DB  | Pts |
| ---- | -- | ---------------------- | -- | -- | - | -- | -- | -- | --- | --- |
| C/TF | 1  | SV Darmstadt 98        | 34 | 20 | 6 | 8  | 72 | 37 | +35 | 46  |
| TF   | 2  | Karlsruher SC          | 34 | 19 | 7 | 8  | 72 | 48 | +24 | 45  |
|      | 3  | TSV 1860 München       | 34 | 17 | 8 | 9  | 79 | 50 | +29 | 42  |
|      | 4  | SpVgg Bayreuth         | 34 | 19 | 4 | 11 | 51 | 38 | +13 | 42  |
|      | 5  | 1. FC Nürnberg         | 34 | 17 | 7 | 10 | 61 | 52 | +9  | 41  |
|      | 6  | VfR Heilbronn          | 34 | 18 | 4 | 12 | 64 | 48 | +16 | 40  |
|      | 7  | SV Waldhof Mannheim 07 | 34 | 16 | 7 | 11 | 60 | 44 | +16 | 39  |
|      | 8  | SV Stuttgarter Kickers | 34 | 15 | 5 | 14 | 60 | 51 | -11 | 35  |
|      | 9  | SpVgg Fürth            | 34 | 14 | 7 | 13 | 48 | 50 | -2  | 35  |
|      | 10 | KSV Hessen Kassel      | 34 | 13 | 7 | 14 | 59 | 58 | +1  | 33  |
|      | 11 | SSV Jahn Regensburg    | 34 | 14 | 5 | 15 | 53 | 53 | 0   | 33  |
|      | 12 | FC Bayern Hof 1910     | 34 | 12 | 7 | 15 | 67 | 60 | +7  | 31  |
|      | 13 | VfR 1910 Bürstadt      | 34 | 12 | 7 | 15 | 54 | 62 | -8  | 31  |
|      | 14 | 1. FC Schweinfurt 05   | 34 | 11 | 9 | 14 | 54 | 72 | -18 | 31  |
|      | 15 | Freiburger FC          | 34 | 11 | 7 | 16 | 48 | 73 | -25 | 29  |
| R    | 16 | SpVgg 07 Ludwigsburg   | 34 | 10 | 8 | 16 | 53 | 62 | -9  | 28  |
| R    | 17 | SSV Reutlingen         | 34 | 7  | 6 | 21 | 41 | 84 | -43 | 20  |
| R    | 18 | FC Wacker München      | 34 | 4  | 3 | 27 | 37 | 91 | -54 | 11  |

### Relégation depuis la Bundesliga
À la fin de cette saison, aucun club affilié à la Süddeutscher Fußball-Verband (SFV) ne fut relégué de la Bundesliga.

### Relégation/Montée avec l'étage inférieur
À la fin de la saison, les trois derniers classés furent relégués vers les séries d'Amateurliga.
Trois formations furent promues à l'issue du tour final des Amateurligen ("Bade-Württemberg", "Bayern" et "Hessen"). Les montants furent :
- FC Augsburg
- FSV Frankfurt
- VfR Mannheim

## Tour de promotion
Le Tour de promotion des Regionalligen 1972-1973 (en allemand : Aufstiegsrunde in die Bundesliga) fut une compétition de football organisée par la Deutscher Fussball Bund, au 2e niveau de la hiérarchie du football ouest-allemand.
Ce fut la 10e édition de cette compétition qui avait pour but de désigner les deux clubs promus entre la Regionalliga (D2) et la Bundesliga (D1).
De 1964 à 1974, il n'y eut aucun montant direct du 2e vers le 1er niveau du football ouest-allemand. Le tour final décida quels étaient les promus.
Au fil des onze éditions, le nombre de participants et surtout le nombre de qualifiés selon les différentes « Regionalligen » évoluèrent.

### Les 10 Participants 1972-1973
- Regionalliga Nord :
  - FC St. Pauli
  - VfL Osnabrück
- Regionalliga Berlin :
  - SV Blau-Weiss Berlin
  - SC Wacker 04 Berlin
- Regionalliga West :
  - Rot-Weiss Essen
  - SC Fortuna Köln
- Regionalliga Südwest :
  - 1. FSV Mainz 05
  - SV Röchling Völklingen 06
- Regionalliga Süd :
  - SV Darmstadt 98
  - Karlsruher SC

### Résultats & Classements
Les dix équipes qualifiées furent réparties en deux groupes de cinq. Dans les deux groupes respectifs, les différents engagés s'affrontèrent par matches « aller/retour ».

#### Légende
| Légende |                                                                |
| P       | Vainqueur de groupe et promu en Bundesliga la saison suivante. |

#### Groupe 1

##### Matches
| Dates      | Matches                                   | Résultats | Remarques |
| ---------- | ----------------------------------------- | --------- | --------- |
| 23/05/1973 | 1. FSV Mainz 05 – FC St. Pauli            | 3-0       |           |
| 23/05/1973 | Karlsruher SC – SC Fortuna Köln           | 1-2       |           |
| 27/05/1973 | SC Fortuna Köln – SV Blau-Weiss 90 Berlin | 7-0       |           |
| 27/05/1973 | FC St. Pauli – Karlsruher SC              | 2-2       |           |
| 30/05/1973 | SV Blau-Weiss 90 Berlin – FC St. Pauli    | 2-6       |           |
| 30/05/1973 | Karlsruher SC – 1. FSV Mainz 05           | 1-1       |           |
| 03/06/1973 | 1. FSV Mainz 05 – SV Blau-Weiss 90 Berlin | 5-1       |           |
| 03/06/1973 | FC St. Pauli – SC Fortuna Köln            | 1-2       |           |
| 06/06/1973 | SC Fortuna Köln – 1. FSV Mainz 05         | 3-0       |           |
| 06/06/1973 | SV Blau-Weiss 90 Berlin – Karlsruher SC   | 2-3       |           |
| 10/06/1973 | FC St. Pauli – 1. FSV Mainz 05            | 2-2       |           |
| 10/06/1973 | SC Fortuna Köln – Karlsruher SC           | 6-0       |           |
| 13/06/1973 | SV Blau-Weiss 90 Berlin – SC Fortuna Köln | 0-3       |           |
| 13/06/1973 | Karlsruher SC – FC St. Pauli              | 4-5       |           |
| 17/06/1973 | FC St. Pauli – SV Blau-Weiss 90 Berlin    | 4-1       |           |
| 17/06/1973 | 1. FSV Mainz 05 – Karlsruher SC           | 4-1       |           |
| 20/06/1973 | SV Blau-Weiss 90 Berlin – 1. FSV Mainz 05 | 3-2       |           |
| 20/06/1973 | SC Fortuna Köln – FC St. Pauli            | 2-3       |           |
| 24/06/1973 | 1. FSV Mainz 05 – SC Fortuna Köln         | 0-0       |           |
| 24/06/1973 | Karlsruher SC – SV Blau-Weiss 90 Berlin   | 5-1       |           |

##### Classement
|   |   |                      | M | G | N | P | +  | -  | DB  | Pts |
| - | - | -------------------- | - | - | - | - | -- | -- | --- | --- |
| P | 1 | SC Fortuna Köln      | 8 | 6 | 1 | 1 | 25 | 5  | +20 | 13  |
|   | 2 | FC St. Pauli         | 8 | 4 | 2 | 2 | 23 | 18 | +5  | 10  |
|   | 3 | 1. FSV Mainz 05      | 8 | 3 | 3 | 2 | 17 | 11 | +6  | 9   |
|   | 4 | Karlsruher SC        | 8 | 2 | 2 | 4 | 17 | 23 | -6  | 6   |
|   | 5 | SV Blau-Weiss Berlin | 8 | 1 | 0 | 7 | 10 | 35 | -25 | 2   |

#### Groupe 2

##### Matches
| Dates      | Matches                                         | Résultats | Remarques |
| ---------- | ----------------------------------------------- | --------- | --------- |
| 23/05/1973 | VfL Osnabrück – SV Röchling Völklingen 06       | 1-2       |           |
| 23/05/1973 | Rot-Weiss Essen – SV Darmstadt 98               | 3-1       |           |
| 27/05/1973 | SV Darmstadt 98 – VfL Osnabrück                 | 5-3       |           |
| 27/05/1973 | SC Wacker 04 Berlin – Rot-Weiss Essen           | 2-2       |           |
| 30/05/1973 | VfL Osnabrück – SC Wacker 04 Berlin             | 2-1       |           |
| 30/05/1973 | SV Röchling Völklingen 06 – SV Darmstadt 98     | 1-1       |           |
| 03/06/1973 | SC Wacker 04 Berlin – SV Röchling Völklingen 06 | 2-1       |           |
| 03/06/1973 | Rot-Weiss Essen – VfL Osnabrück                 | 4-1       |           |
| 06/06/1973 | SV Röchling Völklingen 06 – Rot-Weiss Essen     | 0-4       |           |
| 06/06/1973 | SV Darmstadt 98 – SC Wacker 04 Berlin           | 2-2       |           |
| 10/06/1973 | SV Röchling Völklingen 06 – VfL Osnabrück       | 2-0       |           |
| 10/06/1973 | SV Darmstadt 98 – Rot-Weiss Essen               | 2-2       |           |
| 13/06/1973 | VfL Osnabrück – SV Darmstadt 98                 | 2-1       |           |
| 13/06/1973 | Rot-Weiss Essen – SC Wacker 04 Berlin           | 3-0       |           |
| 17/06/1973 | SC Wacker 04 Berlin – VfL Osnabrück             | 0-2       |           |
| 17/06/1973 | SV Darmstadt 98 – SV Röchling Völklingen 06     | 5-0       |           |
| 20/06/1973 | SV Röchling Völklingen 06 – SC Wacker 04 Berlin | 3-1       |           |
| 20/06/1973 | VfL Osnabrück – Rot-Weiss Essen                 | 1-2       |           |
| 24/06/1973 | Rot-Weiss Essen – SV Röchling Völklingen 06     | 3-1       |           |
| 24/06/1973 | SC Wacker 04 Berlin – SV Darmstadt 98           | 1-1       |           |

##### Classement
|   |   |                           | M | G | N | P | +  | -  | DB  | Pts |
| - | - | ------------------------- | - | - | - | - | -- | -- | --- | --- |
| P | 1 | Rot-Weiss Essen           | 8 | 6 | 2 | 0 | 23 | 8  | +15 | 14  |
|   | 2 | SV Darmstadt 98           | 8 | 2 | 4 | 2 | 18 | 14 | +4  | 8   |
|   | 3 | SV Röchling Völklingen 06 | 8 | 3 | 1 | 4 | 10 | 17 | -7  | 7   |
|   | 4 | VfL Osnabrück             | 8 | 3 | 0 | 5 | 12 | 17 | -5  | 6   |
|   | 5 | SC Wacker 04 Berlin       | 8 | 1 | 3 | 4 | 9  | 16 | -7  | 5   |